# Medici-Villa La Quiete

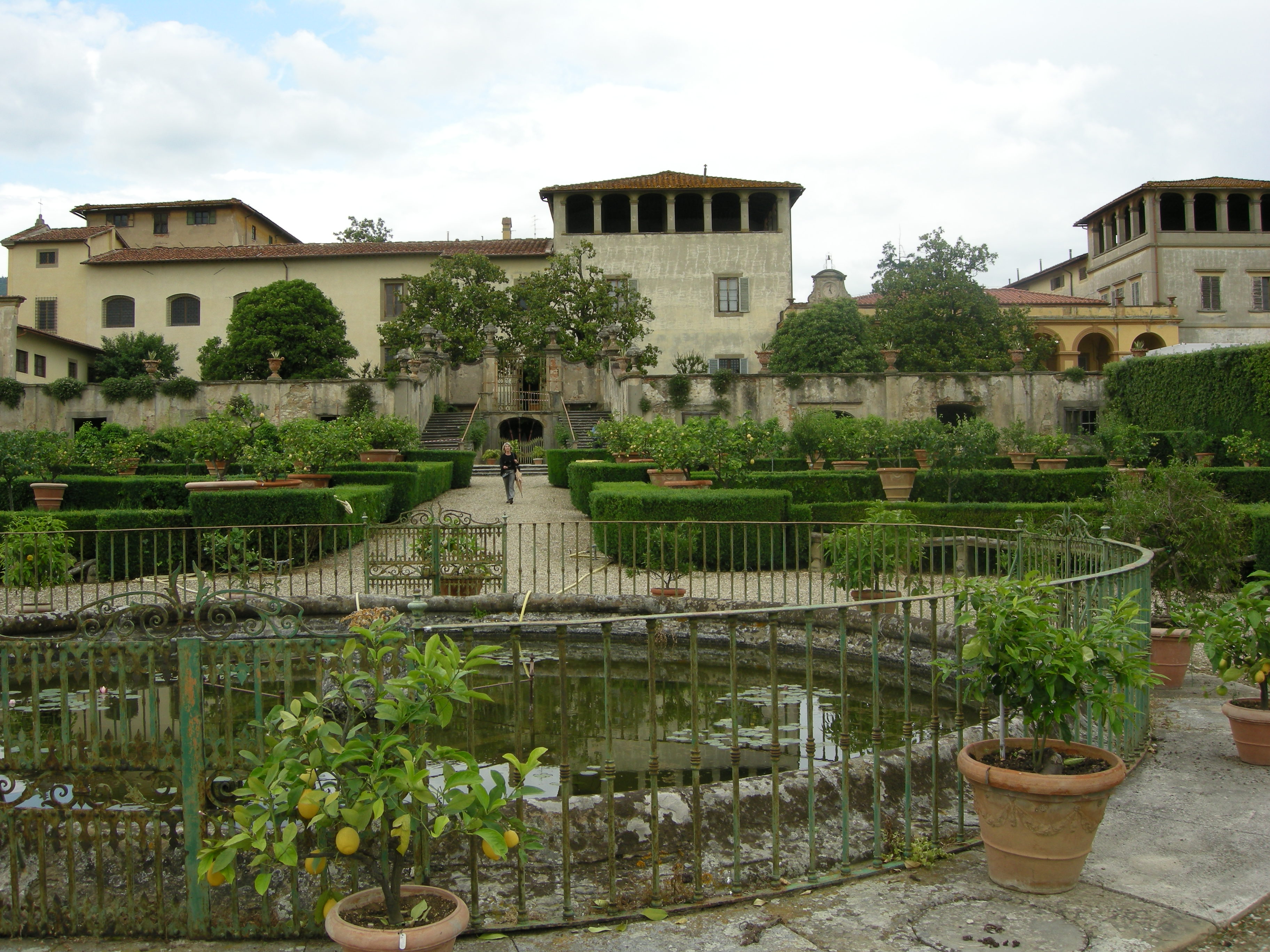
Villa La Quiete, Blick auf Südfassade (2008)

Die Medici-Villa La Quiete liegt nordwestlich von Florenz auf der Höhe von Fiesole im Stadtteil Quarto. Sie befindet sich in unmittelbarer Nähe zu den Medici-Villen Careggi, Castello und La Petraia. Der Name der Villa geht zurück auf das Deckenfresko im Obergeschoss des Gebäudes La Quiete che pacifica i venti (Die Ruhe, die die Winde befriedet), das Giovanni Mannozzi (genannt Giovanni da San Giovanni) 1633 im Auftrag von Christiane von Lothringen gemalt hat.
In der Villa La Quiete befinden sich Meisterwerke von Sandro Botticelli, Ridolfo Ghirlandaio, Lorenzo Ghiberti (Werkstatt) und Andrea Verrocchio (Werkstatt). Die Villa ist heute Eigentum der Region Toskana und wird von der Universität Florenz verwaltet, die hier Ausstellungen und Veranstaltungen organisiert.

## Geschichte
Die Anfänge der Villa reichen bis ins 15. Jahrhundert zurück. Eine erste Erwähnung findet sich im catasto fiorentino, dem Florentiner Katasteramt. 1432 erwarb Niccolò da Tolentino das Gebäude. 1452 verkauften dessen Kinder die Villa La Quiete an Pierfrancesco di Lorenzo de’ Medici den Jüngeren. Zu diesem Zeitpunkt hatte sich die Villa bereits vergrößert, wie verschiedene Anbauten bezeugen. Außerdem wurde der Ort für landwirtschaftliche Tätigkeiten genutzt.
Seit dem 17. Jahrhundert war die Villa Witwensitz verschiedener Medici-Regentinnen. Mit dem Erwerb der Villa 1627 durch Christiane von Lothringen gelangte der Komplex, damals unter dem Namen „Villa di Quarto“, wieder in den Besitz der Medici zurück. Christiane von Lothringen verbrachte dort ihre letzten Lebensjahre von 1627 bis 1636. Sie ließ zahlreiche Umbauten vornehmen. Sie ließ einen dem „corridoio vasariano“ ähnlichen Geheimgang anlegen, der Villa und Kloster verbindet. Außerdem beauftragte sie bei Giovanni da San Giovanni die Freskenausstattung im Obergeschoss der Villa.

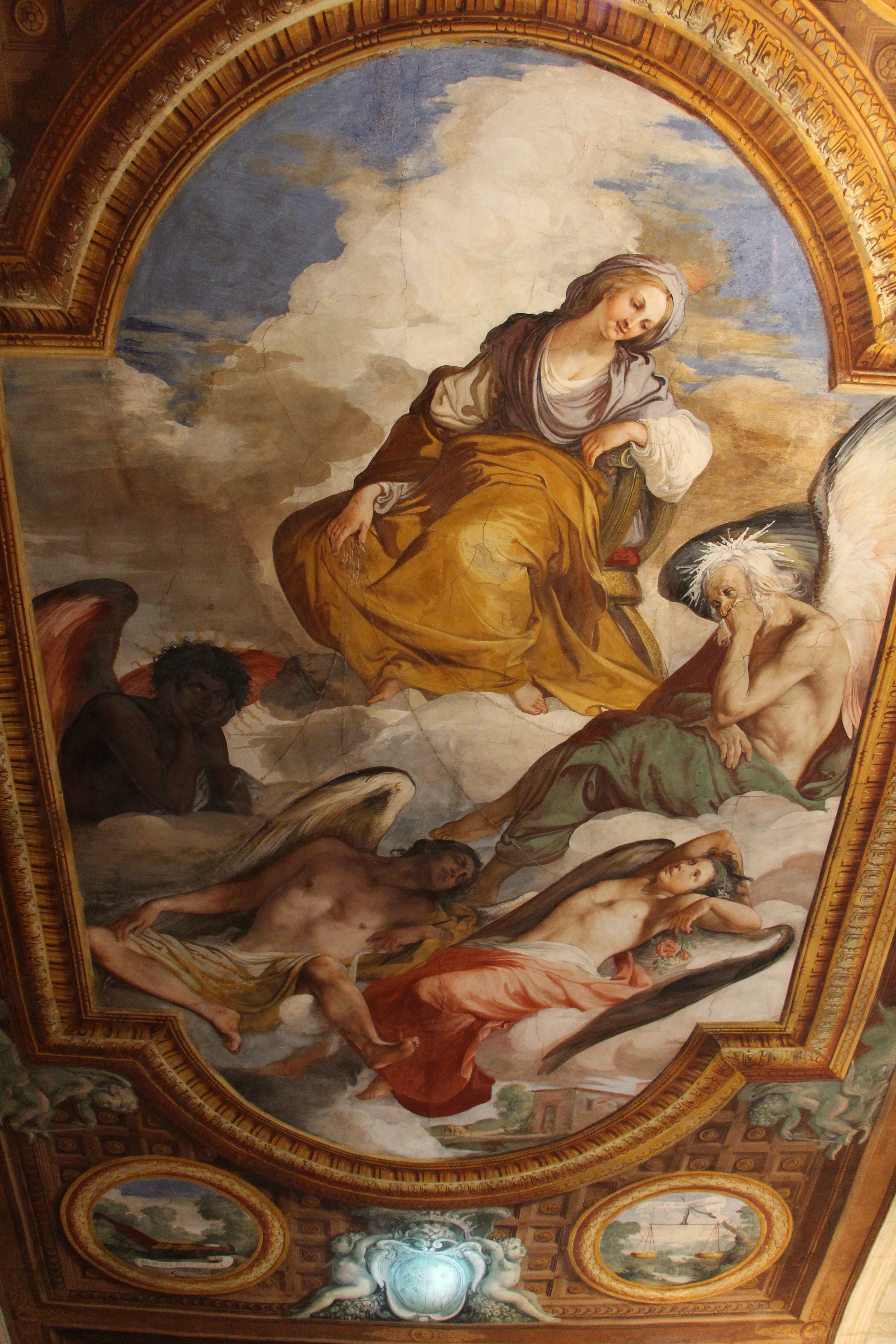
Giovanni da San Giovanni, La Quiete che pacifica i venti, 1633

Nach ihrem Tod ging der gesamte Komplex kurzzeitig an Ferdinando II. über und wurde Erbprinz Lorenzo de’ Medici zuerkannt.
Am 15. September 1647 gründete die dem spanischen Adel entstammende Eleonora Ramirez di Montalvo (1602–1659) die Kongregation der „Ancille della SS. Vergine Madre di Dio“. Sie widmete sich der religiösen Erziehung adeliger Töchter. Ramirez di Montalvo erwarb La Quiete 1650 und erhob die Villa zu einem Ort klösterlicher Erziehung.
Nach dem Tod der Ordensvorsteherin 1658 übernahm Vittoria della Rovere zwischen 1663 und 1670 den Vorsitz der Nonnen. Sie beauftragte bei dem Künstler Pier Francesco Silvani den an die Villa angeschlossenen Bau der Kirche SS. Trinità. Sie wurde 1688 fertiggestellt.
Anna Maria Luisa de’ Medici, die letzte Medici-Erbin, machte La Quiete ab 1720 zu ihrem Witwensitz. Sie ließ einen Garten „all’italiana“ anlegen, eines der seltenen Beispiele eines vollständig erhaltenen Settecento-Gartens. Als Gärtner fungierte Sebastiano Rapi, der auch für die Pflege der Boboli-Gärten zuständig war. Anna Maria Luisa ließ außerdem zwei Räume im Erdgeschoss der Villa, die zur Gartenseite hin zeigen, von den Künstlern Giovacchino und Benedetto Fortini mit Fresken ausstatten.

## Beschreibung
Der Komplex der Villa La Quiete umfasst die Kirche SS. Trinità, die Villa selbst und einen Garten „all’italiana“. Die Strada Comunale delle Montalve (früher Via Boldrone) führt zu dem Anwesen, das an drei Seiten von einer Mauer umschlossen wird, der Via delle Montalve, der Via delle Quiete und der Via Pietro Dazzi. Die Villa weist eine breit gelagerte Schaufront mit Ecktürmen auf. Ein Eingangstor an der Villa delle Montalve neben der an die Villa grenzende Kirche zeigt das Wappen von Vittoria della Rovere.

### Die Säle im Erdgeschoss
Im Erdgeschoss der Villa befinden sich zwei Räume, die sich zur Südseite hin der Terrasse öffnen: der „Saal der Medici-Villen“ und der „Ruinensaal“. Sie sind mit Wandmalereien geschmückt. Auftraggeber des Freskenprogramms war Monsignor Alessandro Gianfigliazzi, ein Geistlicher des Ordens von Montalve. Für das ikonographische Programm zeichnete Anna Maria Luisa de’ Medici verantwortlich, die auch die Künstler bezahlte. Eine barocke Wendeltreppe, die sich hinter einer in die Wand eingelassenen und bemalten Tür befindet, ist in das Bildprogramm integriert. Sie verbindet Erdgeschoss und Obergeschoss.

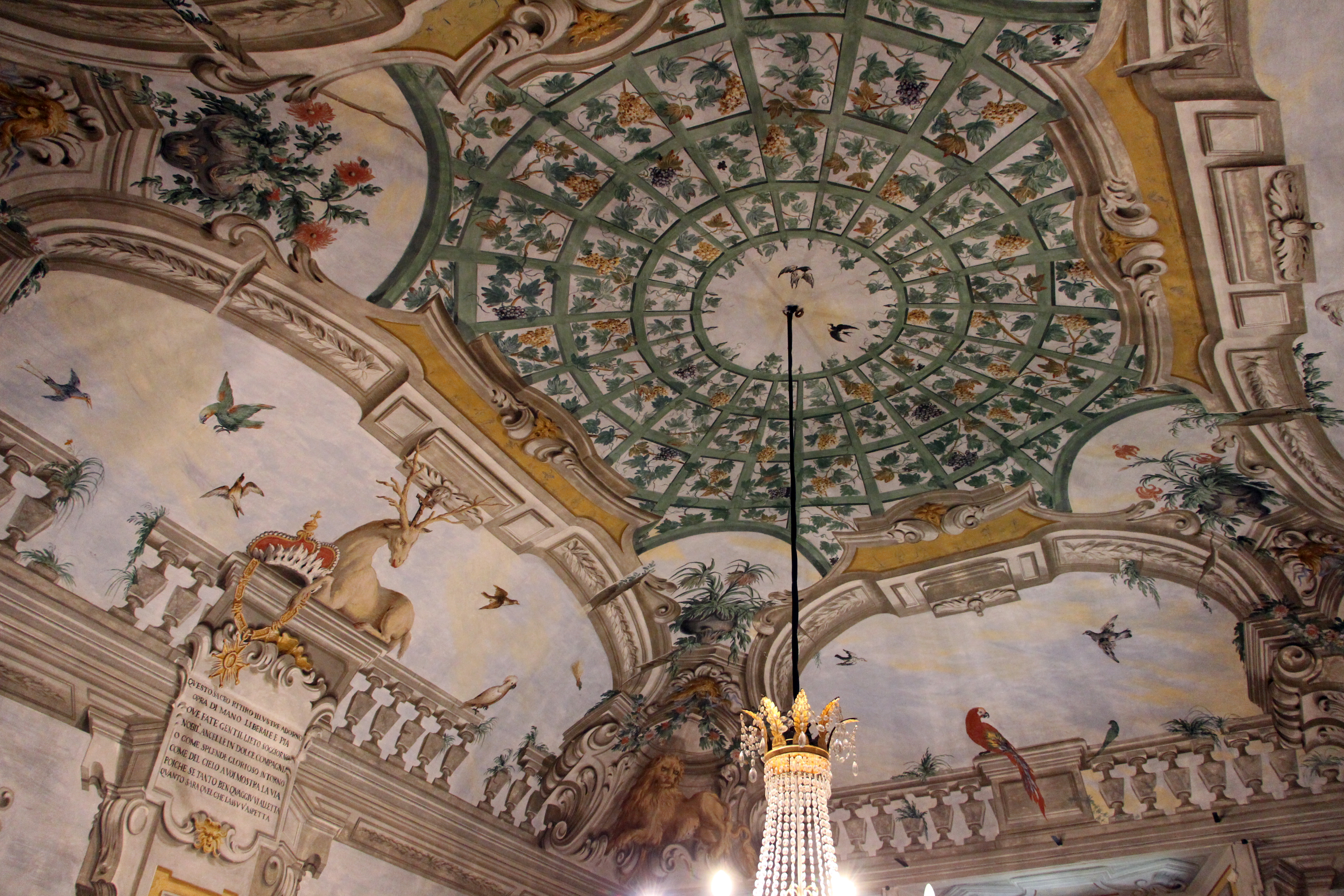
Deckenfresko, Saal der Medici-Villen, Villa La Quiete, Anfang 18. Jahrhundert

Im ersten Raum, dem „Saal der Medici-Villen“, sind die nahe gelegenen Villen Pratolino, Poggio Imperiale, Castello und Poggio a Caiano dargestellt. Die Wandzonen sind gegliedert durch gemalte Säulen und Pilaster mit Kapitellen, welche zusätzlich Räumlichkeit suggerieren. Der Deckenbereich ist mit einem Holzspalier ausgemalt, an dem rote und weiße Trauben herabhängen und das Aussicht in den Himmel, an dem Vögel kreisen, suggeriert. Chinoiserien ergänzen das Bildprogramm.
Die Säle sind heute für Besucher zugänglich. Der Eingang erfolgt über einen galerieartigen Korridor, der an seinem südlichen Ende an den Garten grenzt und am nördlichen Ende an einen überdachten Innenhof.

### Der Garten

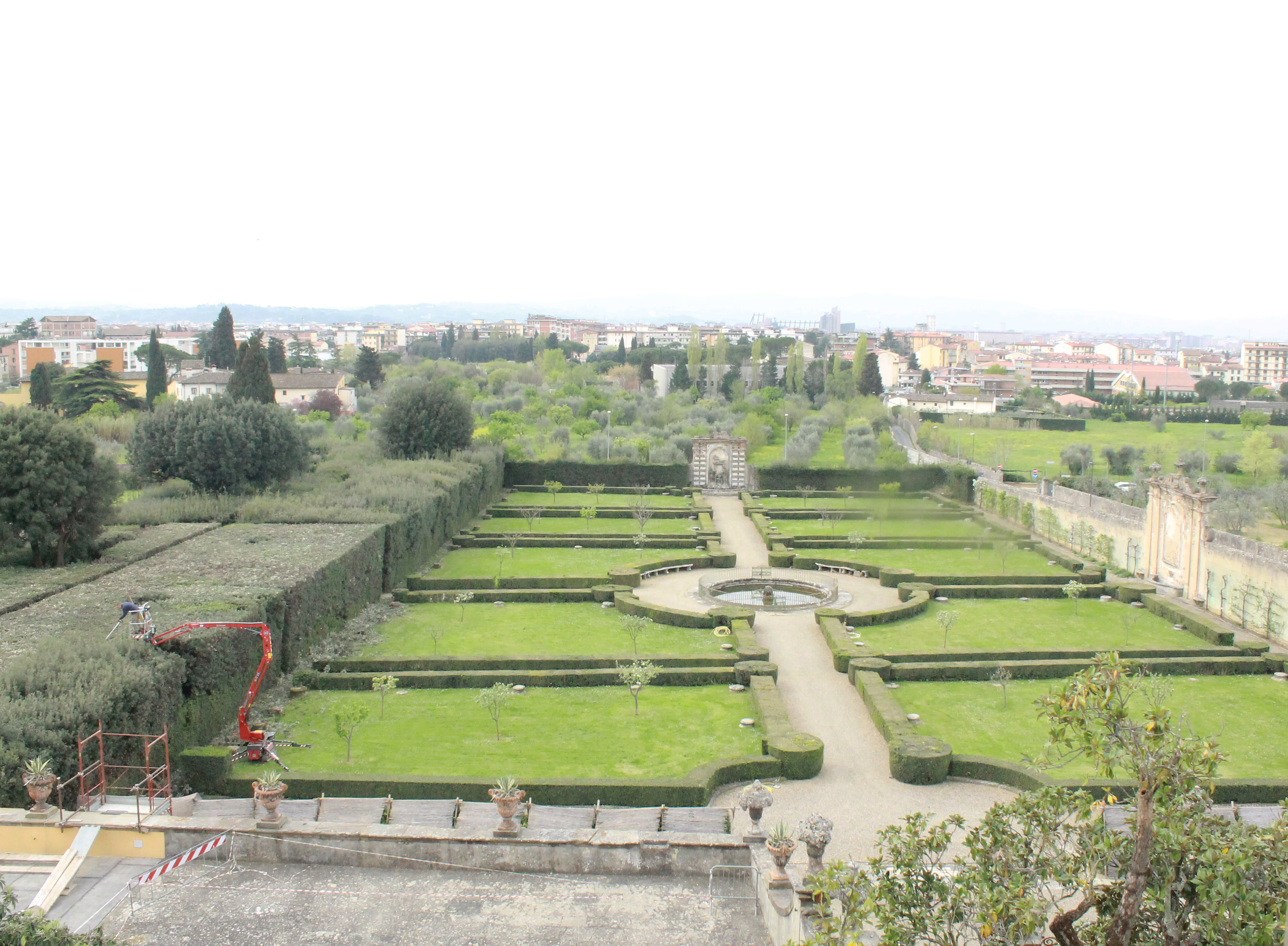
Ansicht des Gartens

Zwischen 1724 und 1727 beauftragte Anna Maria Luisa de’ Medici bei dem Architekten Pietro Paolo Giovannozzi die Neugestaltung des Gartens. Der Gartengrundriss weist drei hauptsächliche Elemente auf. Eine leicht unterhalb des Bodenniveaus des Erdgeschosses der Villa liegende Terrasse, die Garten und Villa verbindet sowie ein symmetrisch angelegter Garten mit Wegen, in dessen Zentrum, auf der Kreuzung der vertikalen und horizontalen Achse, sich ein runder Fischteich befindet und an dessen Ostseite sich ein Heckenbereich anschließt. An der östlichen Schmalseite der Villa erstreckt sich bis zur Hälfte der Längsseite des Gartens eine Boskettzone. Blickpunkte ergeben sich durch drei Brunnen, von denen heute nur noch zwei erhalten sind.
Das ikonografische Programm der Brunnen ist der weiblichen Heiligenverehrung gewidmet. Am südlichen Ende der Längsachse befindet sich der Brunnen mit der Skulpturengruppe „Jesus und die Samariterin am Brunnen“ (Joh 4,1–38). Die skulpturale Verzierung aus Pietra serena, wurde um 1725 von den Brüdern Giovacchino und Benedetto Fortini errichtet. Zwischen Jesus und der Samariterin steht ein Wasserkrug als Symbol der Reinheit. Es ist gleichzeitig das kompositorische Zentrum, das die beiden Figuren miteinander verbindet.
Am Ende der Querachse, an der westlichen Seite der den Garten umlaufenden Mauer, steht ein weiterer Brunnen, der ursprünglich mit einer heute nicht mehr erhaltenen Darstellung von „Christus als Gärtner“, der hl. Maria Magdalena und einem wasserspeienden Putto verziert war. Auch nicht mehr erhalten ist ein Tabernakel mit dem Fresko einer „Noli me tangere“-Darstellung. (Joh 20,1–18). Die Szene visualisiert die Begegnung von Maria Magdalena mit dem auferstandenen Jesus, der ihr in Gestalt eines Gärtners an seinem leeren Grab erscheint. Unterhalb der Terrasse befindet sich eine Grotte mit Madonnenstatue. Brunnen und Grotte verweisen auf ein ikonografisches Gesamtprogramm des Gartens als einem Ort der geistigen Kontemplation und seelischen Reinigung.

## Die Kirche
Vittoria della Rovere beauftragte 1683 Pier Francesco Silvani mit der Errichtung der Kirche SS. Trinità, die mit der Villa direkt verbunden ist. Sie wurde 1688 eingeweiht. Die Fassade weist einen Portikus mit drei Bögen und dorischen Säulen auf. Über dem zentralen Bogenfeld ist das Allianzwappen der Medici-Rovere zu sehen.

## Bibliografie
- Silvia Benassai, Mara Visonà (Hrsg.): Quiete, invenzione e inquietudine: il Seicento fiorentino intorno a Giovanni da San Giovanni. Florenz 2011. (Ausstellungskatalog Arezzo, San Giovanni Valdarno, Museo della Basilica di Santa Maria delle Grazie, 5.3.–12.6.2011), ISBN 978-88-7038-494-9.
- Stefano Casciu: Dalla villa al giardino: trasformazioni settecentesche della Quiete per l’Elettrice palatina. In: Cristina De Benedictis (Hrsg.): Villa La Quiete: il patrimonio artistico del Conservatorio delle Montalve. Le Lettere, Florenz 1997, ISBN 88-7166-368-3, S. 129 –146.
- Cristina De Benedictis (Hrsg.): Villa La Quiete: il patrimonio artistico del Conservatorio delle Montalve. Le Lettere, Florenz 1997, ISBN 88-7166-368-3.